# 切通站
切通站（日语：／ Kiridōshi eki */?）是位於岐阜縣岐阜市切通，屬於名古屋鐵道（名鐵）的各務原線車站。車站編號為KG14。快速急行以下的列車類別會停此站，臨時μ-SKY列車則會通過此站。

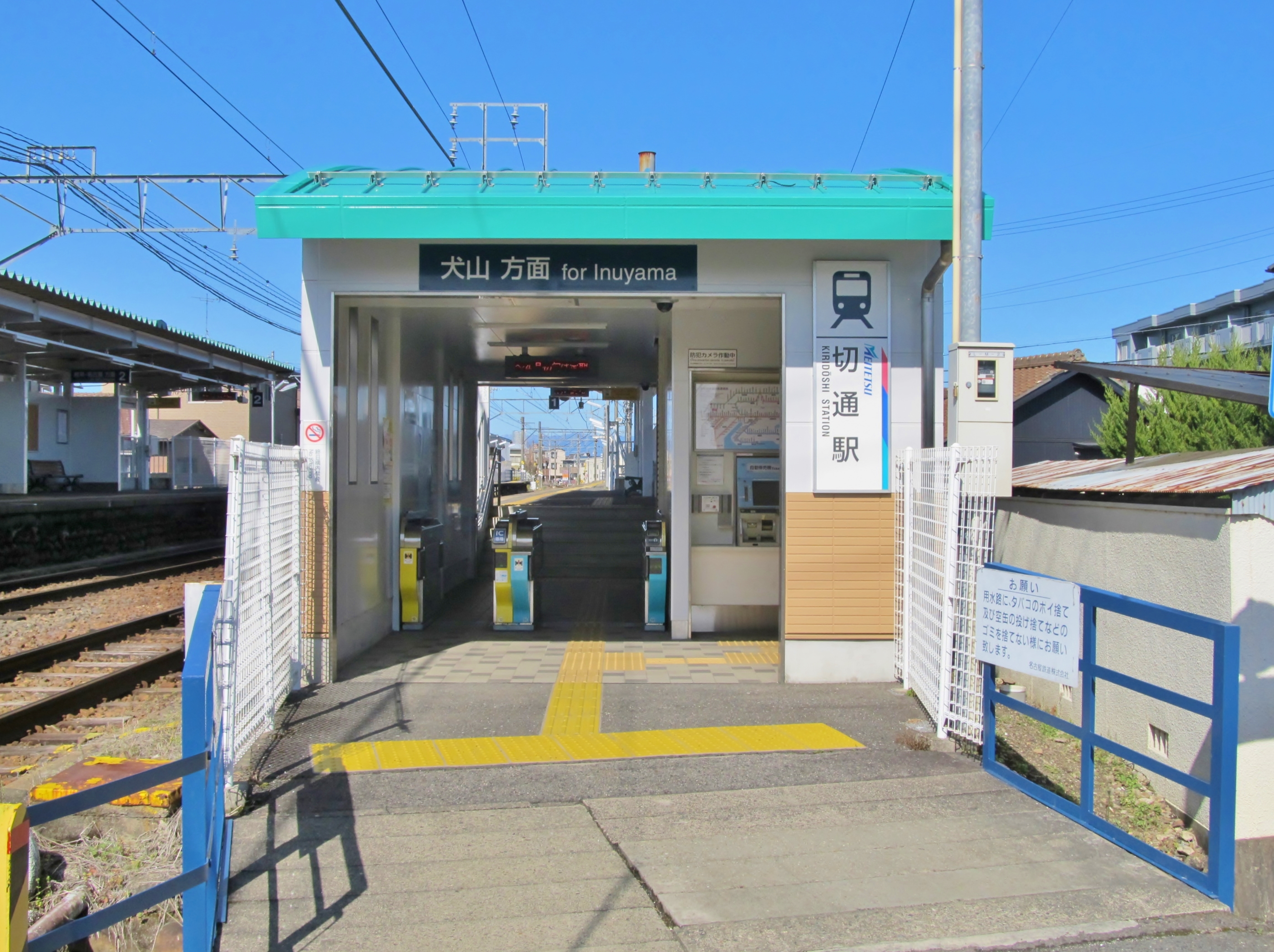
往犬山方向的站房(2023年3月)

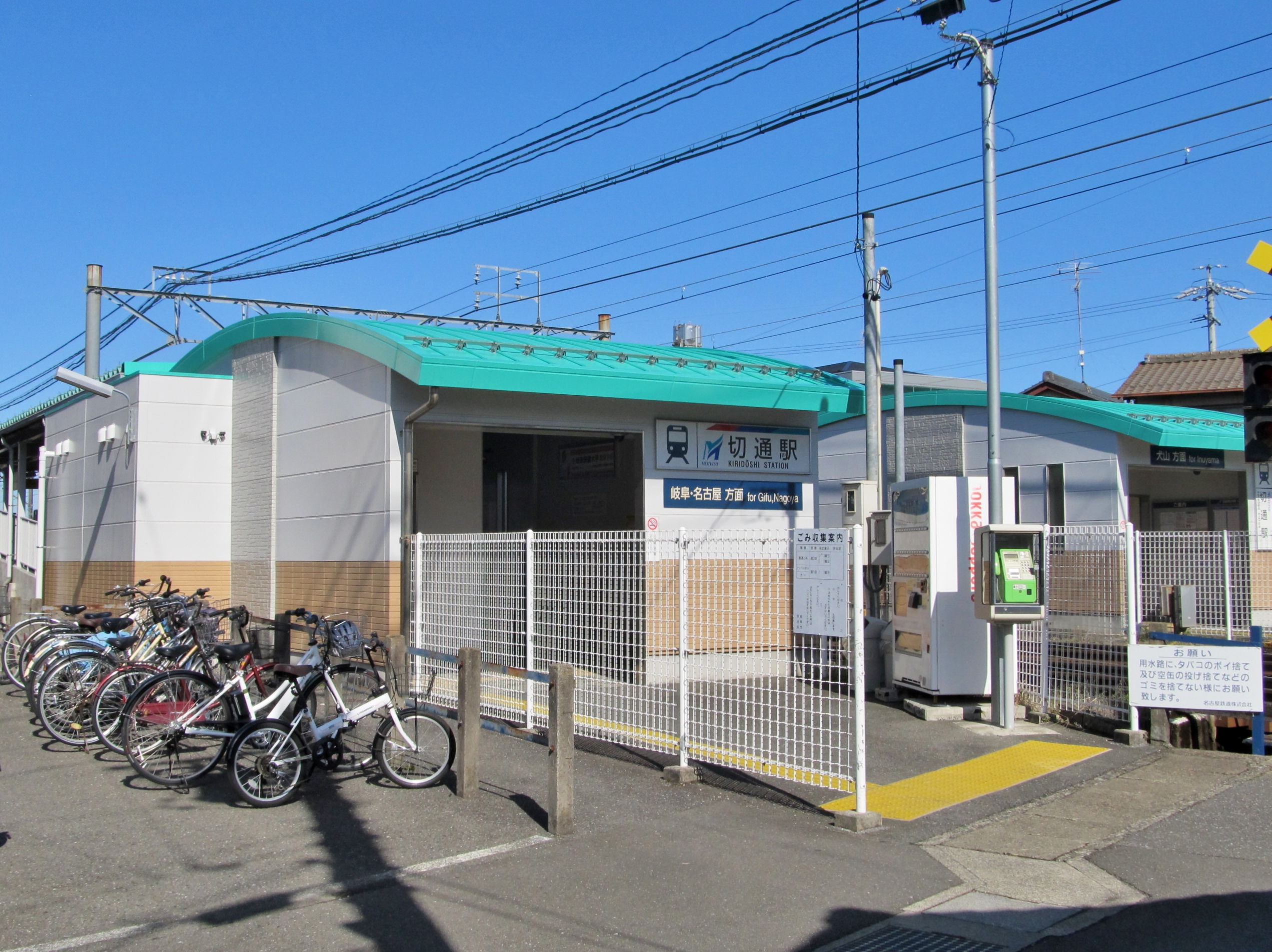
往名鐵岐阜方向的站房(2023年3月)

## 歷史
- 1926年（大正15年）1月21日 - 各務原鐵道安良田站（位於名鐵岐阜站至田神站之間的車站，現已廢止）至補給部前站（現時為三柿野站）開通，此站啟用。
- 1935年（昭和10年）
  - 3月28日 - 各務原鐵道合併至名岐鐵道，成為名岐鐵道車站。
  - 8月1日 - 公司改名為名古屋鐵道，成為名古屋鐵道車站。
- 1967年（昭和42年）2月16日 - 成為無人車站。
- 1985年（昭和60年） - 成為急行停車站。
- 1998年（平成10年）3月1日 - 回復為有人車站。
- 2006年（平成18年）12月12日 - 再度成為無人車站[2]。車站可以使用交通儲值卡「Trans Pass（日语：トランパス (交通プリペイドカード)）」。
- 2011年（平成23年）2月11日 - 車站可以使用「manaca」IC卡。
- 2012年（平成24年）2月29日 - 車站不可使用交通儲值卡「Trans Pass」。

## 車站構造
本站為地面車站，設有2面2線的相對式月台，可容納6卡車廂。本站為引入車站集中管理系統的無人車站（由名鐵岐阜站管理）,也是各務原線急行停車站中唯一的無人車站。此站在1998年曾為有人車站。但在2006年引入車站集中管理系統後再次成為無人車站。廁所位於岐阜方向的閘口內。
| 月台 | 路線     | 上下行 | 方向         |
| ---- | -------- | ------ | ------------ |
| 1    | 各務原線 | 下行   | 犬山方向     |
| 2    | 各務原線 | 上行   | 名鐵岐阜方向 |

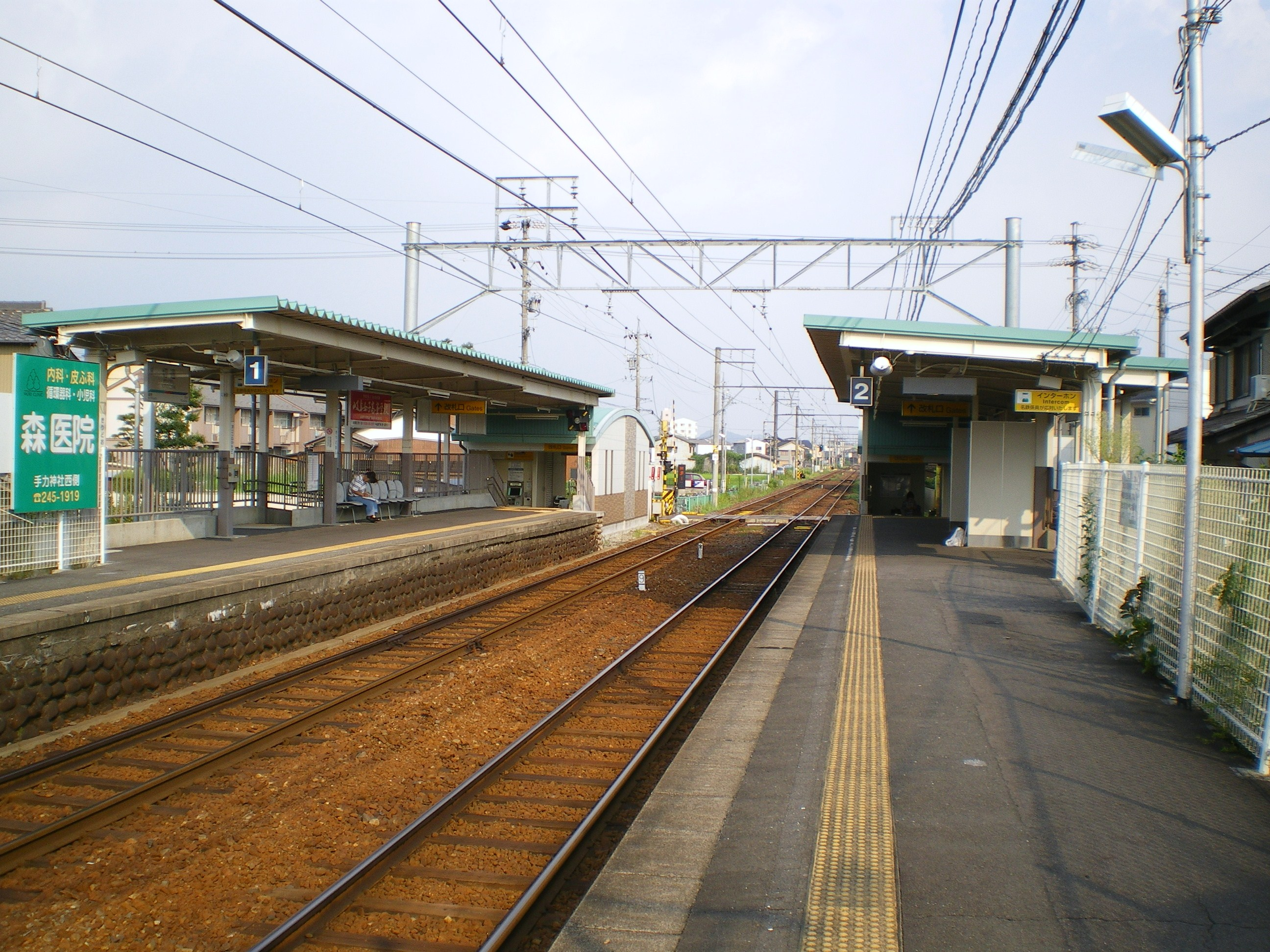
月台

### 配線圖
| ← 岐阜方向      | 切通站 站內配線略圖 | → 新那加、 名古屋方向 |
| 图例 参考文献： |                     |                       |

## 使用狀況
- 在中提及在2013年度，當時1日平均上下車人次為1,587人，在名鐵所有車站（275站）排名第191，各務原線（18站）中排名第10[1]。
- 在中提及在1992年度，當時1日平均上下車人次為3,167人，除岐阜市內線均一車費區間內各站（岐阜市內線、田神線、美濃町線徹明町站至琴塚站之間）外名鐵所有車站（342站）中排名第133，各務原線（18站）中排名第8[5]。

## 車站周邊
- 岐阜市之長森社區中心（接觸保健中心、圖書館分館等）
- 岐阜市立長森南小學（日语：岐阜市立長森南小学校）
- 岐阜市立長森南中學（日语：岐阜市立長森南中学校）
- 岐阜女子高等學校（日语：岐阜女子高等学校）

## 巴士路線
車站北方設有373巴士（岐阜市社區巴士）「後藤診所」巴士站，西南方設有「伊豆神社前」巴士站。
後藤診所
- 縣綜合醫療中心（日语：岐阜県総合医療センター）方向
- 長森站、AEON各務原店（日语：イオンモール各務原）方向

伊豆神社前
- 縣綜合醫療中心（日语：岐阜県総合医療センター）方向
- AEON各務原店（日语：イオンモール各務原）方向

## 相鄰車站
名古屋鐵道
  各務原線
□快速急行、■急行
名鐵岐阜（NH60）－切通（KG14）－新那加（KG10）
■普通
細畑（KG15）－切通（KG14）－手力（KG13）

## 外部連結
- 切通 - 名古屋鐵道